# Campionato europeo di beach rugby
Il Campionato europeo di beach rugby è la massima competizione per squadre nazionali a livello europeo.
La prima edizione si è svolta nel 2017 a Mosca, in Russia, ed ha visto l'Italia battere la Russia per 6 a 5, nel torneo maschile, e la Russia vincere contro la Georgia per 5 a 0 in quello femminile. I vincitori si laureano Campioni d'Europa.

## Formula
La competizione inizia con dei gironi da 4 squadre che si affrontano in gare di sola andata. Le migliori qualificate di ogni raggruppamento accedono alla fase ad eliminazione diretta che parte dai quarti per arrivare alla finalissima.

## Albo d'oro

### Maschile[1]
| Anno          | Ospitante |           | Finale    | Finale   | Finale   |           | Finale 3º posto | Finale 3º posto | Finale 3º posto |
| Anno          | Ospitante | Vincitore | Risultato | 2º posto | 3º posto | Risultato | 4º posto        |                 |                 |
| 2017 Dettagli | Russia    | Italia    | 6 – 5     | Russia   | Georgia  | 8 – 1     | Romania         |                 |                 |
| 2018 Dettagli | Russia    | Russia    | 4 – 3     | Georgia  | Italia   | 10 – 3    | Lituania        |                 |                 |
| 2019 Dettagli | Russia    | Russia    | 7 – 4     | Georgia  | Italia   | 13 – 6    | Lituania        |                 |                 |
| 2021 Dettagli | Russia    | Russia    | 4 – 3     | Italia   | Romania  | 6 – 4     | Moldavia        |                 |                 |

### Femminile
| Anno          | Ospitante |            | Finale    | Finale   | Finale      |           | Finale 3º posto | Finale 3º posto | Finale 3º posto |
| Anno          | Ospitante | Vincitrice | Risultato | 2º posto | 3º posto    | Risultato | 4º posto        |                 |                 |
| 2017 Dettagli | Russia    | Russia     | 5 - 0     | Georgia  | Bielorussia | 5 - 3     | Lettonia        |                 |                 |
| 2018 Dettagli | Russia    | Russia     | 6 - 3     | Italia   | Lettonia    | 5 - 4     | Croazia         |                 |                 |
| 2019 Dettagli | Russia    | Russia     | 2 – 1     | Italia   | Spagna      | 6 – 4     | Lettonia        |                 |                 |
| 2021 Dettagli | Russia    | Russia     | 9 – 0     | Spagna   | Romania     | 6 – 4     | Lettonia        |                 |                 |

## Medagliere

### Maschile
| Squadra | Vincitore | Finalista | 3º posto | Tot. | Edizioni Vincenti | Partecipazioni |
| ------- | --------- | --------- | -------- | ---- | ----------------- | -------------- |
| Russia  | 3         | 1         | 0        | 4    | 2018, 2019, 2021  | 4              |
| Italia  | 1         | 1         | 2        | 4    | 2017              | 4              |
| Georgia | 0         | 2         | 1        | 3    | -                 | 4              |
| Romania | 0         | 0         | 1        | 1    | -                 | -              |

### Femminile
| Squadra     | Vincitore | Finalista | 3º posto | Tot. | Edizioni Vincenti      | Partecipazioni |
| ----------- | --------- | --------- | -------- | ---- | ---------------------- | -------------- |
| Russia      | 4         | 0         | 0        | 4    | 2017, 2018, 2019, 2021 | 4              |
| Italia      | 0         | 2         | 0        | 2    | -                      | 3              |
| Spagna      | 0         | 1         | 1        | 2    | -                      | 2              |
| Georgia     | 0         | 1         | 0        | 1    | -                      | 3              |
| Lettonia    | 0         | 0         | 1        | 1    | -                      | 4              |
| Bielorussia | 0         | 0         | 1        | 1    | -                      | 2              |
| Romania     | 0         | 0         | 1        | 1    | -                      | -              |